# 信州中野郵便局
信州中野郵便局（しんしゅうなかのゆうびんきょく）は長野県中野市にある郵便局。民営化前の分類では集配普通郵便局であった。

## 概要
住所：〒383-8799 長野県中野市三好町2-1-1

## 沿革
- 1873年（明治6年）7月15日 - 中野郵便取扱所として開設[1]。
- 1875年（明治8年）1月1日 - 中野郵便局（五等）となる。
- 1877年（明治10年） - 為替取扱を開始。
- 1878年（明治11年） - 貯金取扱を開始。
- 1890年（明治23年）7月21日 - 中野郵便電信局となる。
- 1903年（明治36年）4月1日 - 通信官署官制の施行に伴い中野郵便局となる。
- 1948年（昭和23年）3月1日 - 特定郵便局から普通郵便局に局種別改定[2]。
- 1949年（昭和24年）12月11日 - 信濃中野（しなのなかの）郵便局に改称[3]。
- 1955年（昭和30年）11月1日 - 延徳郵便局から集配業務を移管。
- 1962年（昭和37年）10月1日 - 長野電鉄線を経由する鉄道郵便輸送（長野湯田中線）が廃止[4]。専用自動車に転換。
- 1963年（昭和38年）2月11日 - 電話通話および和文電報受付事務を開始。
- 1975年（昭和50年）10月 - 局舎新築落成。
- 1997年（平成9年）9月1日 - 信州中野郵便局に改称。
- 1998年（平成10年）9月1日 - 外国通貨の両替および旅行小切手の売買に関する業務取扱を開始。
- 2001年（平成13年）3月15日 - 栗和田簡易郵便局の一時閉鎖[5]に伴い、取扱事務を承継。
- 2002年（平成14年）5月1日 - 中野西簡易郵便局の一時閉鎖[6]に伴い、取扱事務を承継。
- 2005年（平成17年）6月1日 - 中野竹原簡易郵便局の一時閉鎖[7]に伴い、取扱事務を承継。[8]。
- 2007年（平成19年）10月1日 - 民営化に伴い、併設された郵便事業信州中野支店に一部業務を移管。
- 2012年（平成24年）10月1日 - 日本郵便株式会社発足に伴い、郵便事業信州中野支店を信州中野郵便局に統合。

## 取扱内容
- 郵便、印紙、ゆうパック、内容証明
- 貯金、為替、振替、振込、国際送金、外貨両替・トラベラーズチェック、国債、投資信託
- 生命保険、バイク自賠責保険、自動車保険、がん保険、引受条件緩和型医療保険
- ゆうちょ銀行ATM
- 「383-00xx」区域（中野市＝田上1300 - 2511番地および旧下水内郡豊田村域を除く[9]）の集配業務
- ゆうゆう窓口

## 周辺
- 中野市役所
- 中野市民会館
- 長野県中野立志館高等学校
- 高梨氏館

## アクセス
- 長野電鉄長野線 信州中野駅から南東へ約700m（徒歩約8分）
- 長電バス 局前停留所下車
- 上信越自動車道 信州中野ICから北東へ約5km
- 駐車場あり：12台